# ケネス・リー・パイク

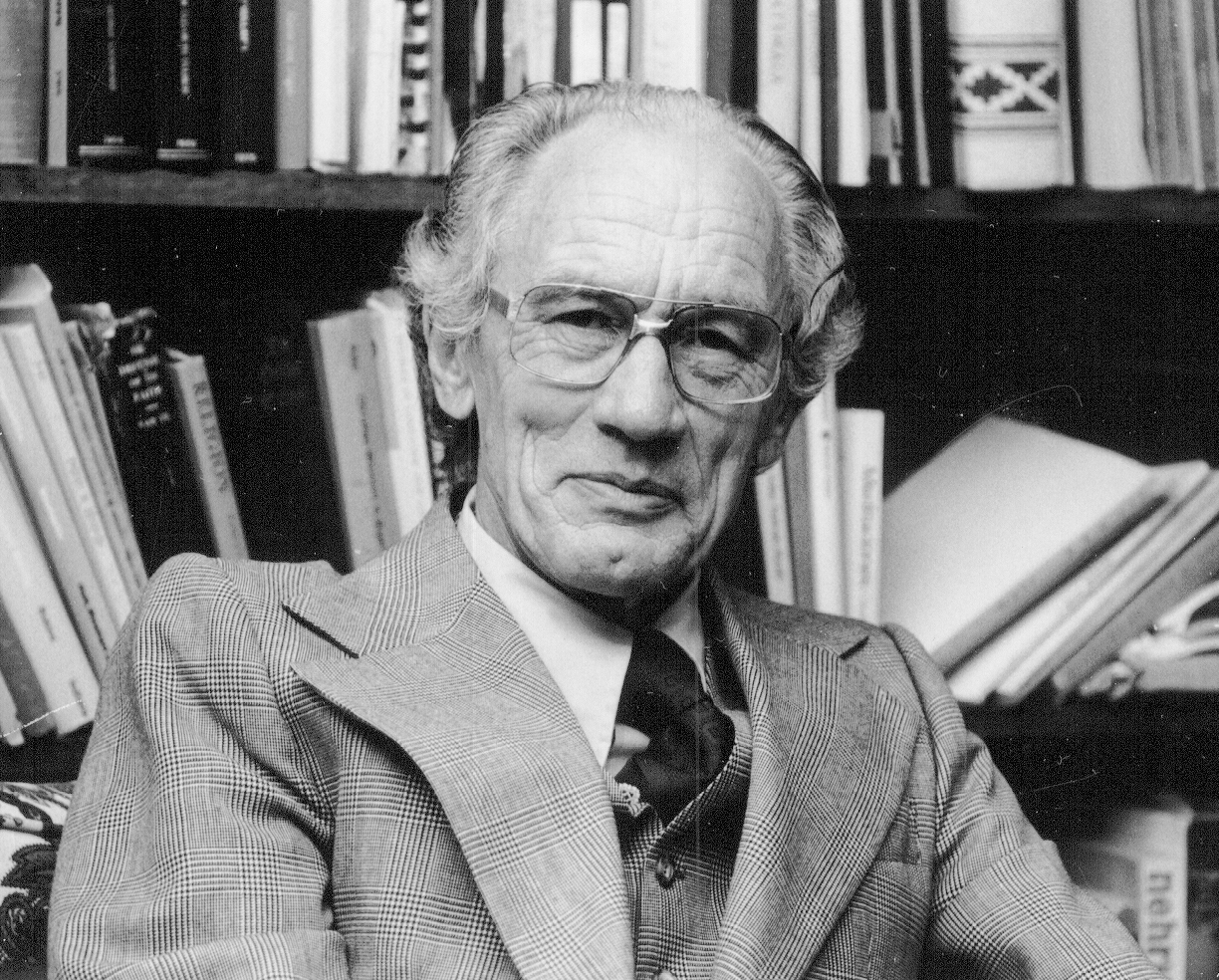
ケネス・リー・パイク

ケネス・リー・パイク（Kenneth Lee Pike、1912年6月9日 ‐ 2000年12月31日）は、アメリカの言語学者、人類学者。タグミーミックス理論の創始者。イーミックとエティックという術語を考案した。

## 生涯
（参考文献の自伝とミシガン大学音声学研究所の歴史による）
パイクは1912年にコネチカット州ウッドストックで生まれた。ボストンのゴードンカレッジで神学を学んだ。卒業後の1935年にキャメロン・タウンゼントが始めた聖書翻訳のためのSILに参加し、その強い影響を受けた。1938年にはタウンゼントの姪であるエブリン・グリセットと結婚した。メキシコでミシュテカ語の調査を行いつつ、1941年にはミシガン大学に音声学に関する博士論文を提出し、翌年学位を得た。音声学の研究は1943年に出版された。初期の研究は音声学に関するものが多く、1945年にはアメリカ英語のイントネーションについて、1948年にはミシュテカ語の声調についての論文を出版している。1951年にはミシュテカ人と共同して新約聖書のミシュテカ語訳を完成した。
1950年代にはいると、パイクの興味は音声学から文法理論へ、さらに人類の文化全般へと移行した。パイクは音韻論の概念を一般化し、ある文化に属する人にとって意味のある文化単位のことをイーミックと呼び、エティックと対の概念にした。
1942年から1977年に退官するまでミシガン大学の言語学部に在職した。1961年にはアメリカ言語学会の会長をつとめた。
1942年から1979年までの長期にわたって国際SILの会長をつとめ、100を越える言語の分析に関して助言を行った。

## 著書
- Phonetics : A Critical Analysis of Phonetic Theory and a Technic for the Practical Description of Sounds.. Ann Arbor: University of Michigan Press. (1943)

邦訳 今井邦彦 訳『音声学 : 音声学理論の批判的検討並びに実際的音声記述の一手法』研究社、1964年。
- Language in Relation to a Unified Theory of the Structure of Human Behavior (Revised ed.). The Hague: Mouton. (1967)

もと1954年から1960年にかけて3冊に分けて出版された。イーミックとエティックの考えをはじめて明らかにした著作
- Young, Richard Emerson; Becker, Alton L.; Pike, Kenneth Lee (1970). Rhetoric: Discovery and Change. New York: Harcourt, Brace & World

- Linguistic Concepts: An Introduction to Tagmemics. University of Nebraska Press. (1982)

邦訳 谷口伊兵衛 訳『英語学の基本概念―タグミーミックス入門』而立書房、1997年。ISBN 4880592358。
- “Talk, Thought, and Thing: the emic road toward conscious knowledge”. Summer Institute of Linguistics (Dallas) (xii). (1993).
- Kurt R. Jankowsky, ed (1996). The mystery of culture contacts, historical reconstruction, and text analysis: An emic approach. Washington, D.C: Georgetown University Press (共著)

上記2冊の邦訳 片田房 訳『文化の文法―40の行動原理』彩流社、2000年。ISBN 4882026465。